# Harran al-Awamid
Harran al-Awamid (arab. حران العواميد) – miasto w Syrii, w muhafazie Damaszek. W 2004 roku liczyło 12 117 mieszkańców.